# 阿尔韦特·平塔特

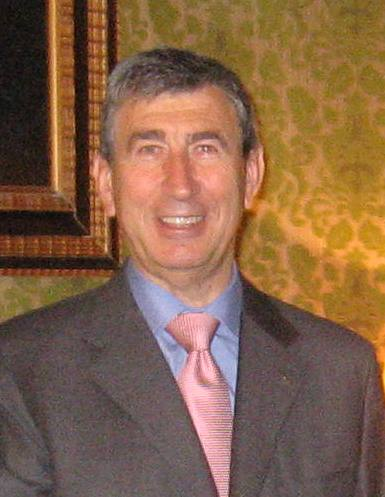
2009年

阿尔韦特·平塔特·桑托拉里亚（發音：[əlˈβεɾt pinˈtat səntuˈlaɾiə]；1943年6月23日—），安道尔外交家、政治家，安道尔自由党成员。他在1995年至1997年擔任駐歐洲聯盟大使，又曾為駐瑞士及英國大使，1997年至2001年擔任安道尔外交部长，2005年至2009年擔任安道爾首相。他畢業於弗里堡大學經濟系。
| 前任： 馬克·福爾內·莫爾內 | 安道爾首相 2005年－2009年 | 繼任： 豪梅‧巴圖梅烏 |